# Sponville
Sponville település Franciaországban, Meurthe-et-Moselle megyében. Lakosainak száma 108 fő (2022. január 1.). Sponville Ville-sur-Yron, Hannonville-Suzémont, Mars-la-Tour, Puxieux, Xonville, Jonville-en-Woëvre, Lachaussée és Latour-en-Woëvre községekkel határos.

## Népesség
A település népessége az elmúlt években az alábbi módon változott:
| Lakosok száma | 123  | 98   | 112  | 117  | 119  | 124  | 121  | 112  | 111  | 108  |
|               | 1968 | 1982 | 1990 | 2006 | 2013 | 2015 | 2017 | 2019 | 2020 | 2022 |